# طور نقار (طور الباحة)

تعديل مصدري - تعديل

طورنقار هي إحدى قرى عزلة طور الباحة بمديرية طور الباحة التابعة لمحافظة لحج، بلغ تعداد سكانها 63 نسمة حسب تعداد اليمن لعام 2004.